# 2. Fallschirmjäger-Division
Pour les articles homonymes, voir 2e division.
La 2. Fallschirmjäger-Division (2e division parachutiste) est une des divisions de parachutistes (Fallschirmjäger) de l'armée allemande (Wehrmacht) dans la Luftwaffe durant la Seconde Guerre mondiale.

## Historique
Formée en février 1943 dans l'Ouest de la France en Bretagne dans la région de Vannes rattachée à la VII. Armeekorps. La division a été formée à partir du Fallschirm-Jäger-Regiment 2 (FJR.2) et du II./Fallschirm-Artillerie-Regiment 1.

Les deux nouveaux régiments, le FJR.6 et le FJR.7, ont été formés à partir de divers autres unités : Luftwaffen-Feld-Bataillon 100, IV./Luftlande-Sturm-Regiment 1 et Lehr-Bataillon/XI. Fliegerkorps. La division était constituée initialement des unités suivantes :
- Fallschirm-Jäger-Regiment 2
- Fallschirm-Jäger-Regiment 6
- Fallschirm-Jäger-Regiment 7
- Fallschirm-Panzer-Jäger-Abteilung 2
- Fallschirm-Artillerie-Regiment 2
- Fallschirm-Pionier-Bataillon 2
- Luftnachrichten-Abteilung der Fallschirm-Jäger-Division 2

À la fin-mai 1943, la division fait mouvement sur Alès et Nîmes, et devient subordonné au XI. Fliegerkorps/Groupe d'armées D en tant que réserve stratégique, ensemble avec la 1re division parachutiste. Un mois plus tard, la division est ordonnée en Italie, et prend son poste gardant la côte entre l'estuaire du Tibre et de Tarquinia, maintenant directement sous l' Oberbefehlshaber Süd (OB Süd). 

Le 8 septembre 1943, l'unité fait mouvement sur Rome, pour désarmer sa garnison. Les seules résistances majeures ont été rencontrées le 9 à Monterotondo, qui a été traitée par le II./FJR.6, et le 10 à Porta San Paolo, une porte du mur d'Aurélien.

Trois jours plus tard, la 1re compagnie du FJR 7  participe au sauvetage de Mussolini au Gran Sasso en Italie. Les deux mois suivant, la division est restée stationnée près de Rome, mais une partie de la division a participé à deux actions majeures: le 17 septembre 1943, le II./FJR.7 à l'île d'Elbe et le 12 novembre 1943, le I./FJR.2 à Leros. Le reste de la division est resté en réserve, directement subordonné à OB Süd. Pendant son séjour en Italie, deux autres formations ont été formées dans la même division :
– Fallschirm-MG-Bataillon 2 ;
– Fallschirm-Flak-Abteilung 2.
À la fin de novembre 1943, la division est transférée à Jytomyr en Ukraine, maintenant sous les ordres de la XXXXII. Armeekorps/ 4 Pz.AOK. Une partie de la division est restée en Italie cependant, et a été utilisé pour former le 4. Fallschirm-Jäger-Division. Les unités ont été le I./FJR.2, le II./FJR.6 et le I./FJR.7. L'ensemble du FJR.6 est ensuite dissous, avec le I./FJR.6 qui devient le nouveau I./FJR.7. Ainsi, la division est arrivée en Russie avec seulement deux régiments. Au cours des prochains mois, la division a combattu en Russie sous les ordres de ce qui suit :
| Date                     | Rattachement   | Lieu                                            |
| ------------------------ | -------------- | ----------------------------------------------- |
| Janvier 1944             | LII. AK/AOK.6  | Kirovograd, Krivoï Rog, Ouman, Novgorodka, Kiev |
| Février 1944 - Mars 1944 | LII. AK/AOK.6  | Korsoun et Kichinev                             |
| Avril 1944               | XVII. AK/AOK.6 | Kichinev                                        |

En mai 1944, la division appauvri déménage à Cologne-Wahn pour une période de repos et de reconstruction. En moins d'un mois, la division est en marche, cette fois en Normandie, maintenant sous les ordres de la  XXV. Armeekorps/AOK.7 (état-major de la division à Concarneau). Là, elle est rejointe par le nouveau FJR 6, mais ce sera de courte durée, le D-Day, le régiment redevient indépendante. La division ne participe qu'à peu de combat en juin 1944, et en juillet, elle est en réserve, en vertu de AOK.7, dans la région de Quimper-Landerneau. En août et septembre, la division participe à la bataille de Brest (XXV. Armeekorps, directement sous Groupe d'armées D). Lorsque Brest tombe le 19 septembre 1944, la division se rend (à l'exception du FJR.6 et du I./FJR.2, qui ont échappé à l'encerclement de Brest).
L'ordre de réactivation a été publié le 24 septembre 1944 (complété le 1er novembre 1944), et tous les restes de l'ancienne division ont été réunis à Amersfoort aux Pays-Bas. La nouvelle division a été prête au combat au début de décembre 1944, avec trois nouveaux régiments : FJR.2, FJR.7 et FJR.23. Les nouvelles troupes ont été fournies par Oldenburg[Laquelle ?], Halle[Laquelle ?] et la région de Berlin. La division retourne au combat en janvier 1945 :
| Date                     | Rattachement            | Lieu                                    |
| ------------------------ | ----------------------- | --------------------------------------- |
| Janvier 1945 - Mars 1945 | LXXXVIII. AK/AOK.25     | Arnheim, Reichswald, Kleve, Goch, Wesel |
| Avril 1945               | LXIII. AK/AOK. Lüttwitz | Wesel                                   |

## Commandement
| Début             | Fin               | Grade                        | Nom                                   |
| ----------------- | ----------------- | ---------------------------- | ------------------------------------- |
| 13 février 1943   | 8 septembre 1943  | Generalleutnant              | Hermann-Bernhard Ramcke               |
| 8 septembre 1943  | 9 septembre 1943  | Oberstleutnant               | Wolfgang Meder-Eggebert (par intérim) |
| 13 septembre 1943 | 14 novembre 1943  | Generalmajor                 | Walter Barenthin                      |
| 14 novembre 1943  | 17 mars 1944      | Generalleutnant              | Gustav Wilke (en)                     |
| 17 mars 1944      | 1er juin 1944     | Generalmajor                 | Hans Kroh                             |
| 1er juin 1944     | 11 août 1944      | General der Fallschirmtruppe | Hermann-Bernhard Ramcke               |
| 11 août 1944      | 18 septembre 1944 | Generalmajor                 | Hans Kroh                             |
| 15 novembre 1944  | Avril 1945        | Generalleutnant              | Walter Lackner                        |

## Chef d'état-major
| Début            | Fin               | Grade | Nom                                      |
| ---------------- | ----------------- | ----- | ---------------------------------------- |
| 1er février 1943 | 12 septembre 1943 | Major | Friedrich August Freiherr von der Heydte |
| Septembre 1943   | Janvier 1944      | Major | Otto Jacob Mors                          |
| 17 mars 1944     | 1er juin 1944     | Major | Hellmut Kerutt (en)                      |
| 1er juin 1944    | 16 juin 1944      | Major | Herbert Schmidt (en)                     |
| 16 juin 1944     | Juillet 1944      | Major | Fischer-See                              |
| Juillet 1944     | Septembre 1944    | Major | Herder                                   |
| Novembre 1944    | 16 avril 1945     | Major | Diedrich Schröder                        |
| 20 avril 1945    | 8 mai 1945        | Major | Otto Röhrig                              |

## Composition

### 1943
- Fallschirm-Jäger-Regiment 2
- Fallschirm-Jäger-Regiment 6
- Fallschirm-Jäger-Regiment 7
- Fallschirm-Artillerie-Regiment 2

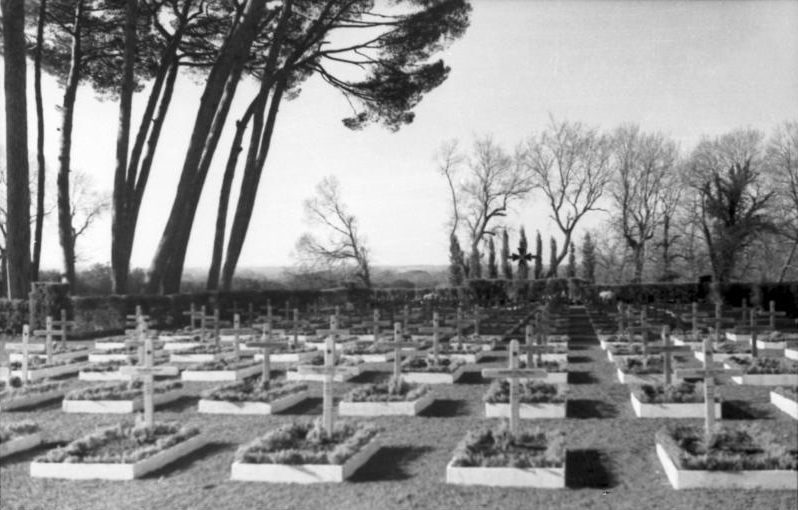
Cimetière militaire de la 2. Fallschirmjäger-Division en Italie

- Fallschirm-Panzer-Jäger-Abteilung 2
- Fallschirm-Pionier-Bataillon 2
- Luftnachrichten-Abteilung der Fallschirm-Jäger-Division 2
- Fallschirm-Sanitäts-Abteilung

### 1944
- Fallschirm-Jäger-Regiment 2
- Fallschirm-Jäger-Regiment 7
- Fallschirm-Jäger-Regiment 23
- Fallschirm-Artillerie-Regiment 2
- Fallschirm-Panzer-Jäger-Abteilung 2
- Fallschirm-Pionier-Bataillon 2
- Fallschirm-MG-Bataillon 2
- Fallschirm-Flak-Abteilung 2
- Luftnachrichten-Abteilung der Fallschirm-Jäger-Division 2
- Fallschirm-Sanitäts-Abteilung

## Théâtres d'opérations
- Septembre 1943 : opération Avalanche
- Septembre 1944 : bataille de Brest

## Sources
- Bernage, Georges; de Lannoy, François. Dictionnaire Histoire - La Luftwaffe-La Waffen SS - 1939-1945. Éditions Heimdal, 1998.  (ISBN 978-2-84048-119-5)
- (en) 2. Fallschirm-Jäger-Division@The Luftwaffe, 1933-45